# ATP de São Petersburgo
O ATP de São Petersburgo – ou St. Petersburg Open, na última edição – um torneio de tênis profissional masculino, de nível ATP 250.
Realizado em São Petersburgo, no noroeste da Rússia, estreou em 1995. Os jogos eram disputados em quadras duras durante o mês de outubro.
Em 2022, foi substituído, na semana em que ocorria e na categoria, pelo ATP de Nur-Sultan. O evento esperava ser promovido, mas houve a invasão da Ucrânia pela Rússia na mesma época, com boicote posterior ao país.

## Finais

### Simples
| Ano                           | Campeão            | Vice-campeão           | Resultado       |
| ----------------------------- | ------------------ | ---------------------- | --------------- |
| 2021                          | Marin Čilić        | Taylor Fritz           | 7–63, 4–6, 6–4  |
| 2020                          | Andrey Rublev      | Borna Ćorić            | 7–65, 6–4       |
| 2019                          | Daniil Medvedev    | Borna Ćorić            | 6–3, 6–1        |
| 2018                          | Dominic Thiem      | Martin Kližan          | 6–3, 6–1        |
| 2017                          | Damir Džumhur      | Fabio Fognini          | 3–6, 6–4, 6–2   |
| 2016                          | Alexander Zverev   | Stan Wawrinka          | 6–2, 3–6, 7–5   |
| 2015                          | Milos Raonic       | João Sousa             | 6–3, 3–6, 6–3   |
| Torneio não realizado em 2014 |                    |                        |                 |
| 2013                          | Ernests Gulbis     | Guillermo Garcia-Lopez | 3–6, 6–4, 6–0   |
| 2012                          | Martin Kližan      | Fabio Fognini          | 6–2, 6–3        |
| 2011                          | Marin Čilić        | Janko Tipsarević       | 6–3, 3–6, 6–2   |
| 2010                          | Mikhail Kukushkin  | Mikhail Youzhny        | 6–3, 7–62       |
| 2009                          | Sergiy Stakhovsky  | Horacio Zeballos       | 2–6, 7–68, 7–67 |
| 2008                          | Andy Murray        | Andrey Golubev         | 6–1, 6–1        |
| 2007                          | Andy Murray        | Fernando Verdasco      | 6–2, 6–3        |
| 2006                          | Mario Ančić        | Thomas Johansson       | 7–5, 7–62       |
| 2005                          | Thomas Johansson   | Nicolas Kiefer         | 6–4, 6–2        |
| 2004                          | Mikhail Youzhny    | Karol Beck             | 6–2, 6–2        |
| 2003                          | Gustavo Kuerten    | Sargis Sargsian        | 6–4, 6–3        |
| 2002                          | Sébastien Grosjean | Mikhail Youzhny        | 7–5, 6–4        |
| 2001                          | Marat Safin        | Rainer Schüttler       | 3–6, 6–3, 6–3   |
| 2000                          | Marat Safin        | Dominik Hrbatý         | 2–6, 6–4, 6–4   |
| 1999                          | Marc Rosset        | David Prinosil         | 6–3, 6–4        |
| 1998                          | Richard Krajicek   | Marc Rosset            | 6–4, 7–65       |
| 1997                          | Thomas Johansson   | Renzo Furlan           | 6–3, 6–4        |
| 1996                          | Magnus Gustafsson  | Yevgeny Kafelnikov     | 6–2, 7–64       |
| 1995                          | Yevgeny Kafelnikov | Guillaume Raoux        | 6–2, 6–2        |

### Duplas
| Ano                           | Campeões                             | Vice-campeões                       | Resultado         |
| ----------------------------- | ------------------------------------ | ----------------------------------- | ----------------- |
| 2021                          | Jamie Murray Bruno Soares            | Andrey Golubev Hugo Nys             | 6–3, 6–4          |
| 2020                          | Jürgen Melzer Édouard Roger-Vasselin | Marcelo Demoliner Matwé Middelkoop  | 6–2, 7–64         |
| 2019                          | Divij Sharan Igor Zelenay            | Matteo Berrettini Simone Bolelli    | 6–3, 3–6, [10–8]  |
| 2018                          | Matteo Berrettini Fabio Fognini      | Roman Jebavý Matwé Middelkoop       | 7–66, 7–64        |
| 2017                          | Roman Jebavý Matwé Middelkoop        | Julio Peralta Horacio Zeballos      | 6–4, 6–4          |
| 2016                          | Dominic Inglot Henri Kontinen        | Andre Begemann Leander Paes         | 4–6, 6–3, [12–10] |
| 2015                          | Treat Huey Henri Kontinen            | Julian Knowle Alexander Peya        | 7–5, 6–3          |
| Torneio não realizado em 2014 |                                      |                                     |                   |
| 2011                          | Colin Fleming Ross Hutchins          | Michail Elgin Alexandre Kudryavtsev | 6–3, 56–7, [10–8] |
| 2010                          | Daniele Bracciali Potito Starace     | Rohan Bopanna Aisam-ul-Haq Qureshi  | 7–66, 7–65        |
| 2009                          | Colin Fleming Ken Skupski            | Jérémy Chardy Richard Gasquet       | 2–6, 7–5, [10–4]  |
| 2008                          | Travis Parrott Filip Polášek         | Rohan Bopanna Max Mirnyi            | 3–6, 7–64, 10–8   |
| 2007                          | Daniel Nestor Nenad Zimonjić         | Jürgen Melzer Todd Perry            | 6–1, 7–63         |
| 2006                          | Simon Aspelin Todd Perry             | Julian Knowle Jürgen Melzer         | 6–1, 7–63         |
| 2005                          | Julian Knowle Jürgen Melzer          | Jonas Björkman Max Mirnyi           | 4–6, 7–5, 7–5     |
| 2004                          | Arnaud Clément Michaël Llodra        | Dominik Hrbatý Jaroslav Levinský    | 6–3, 6–2          |
| 2003                          | Julian Knowle Nenad Zimonjić         | Michael Kohlmann Rainer Schüttler   | 7–61, 6–3         |
| 2002                          | David Adams Jared Palmer             | Irakli Labadze Marat Safin          | 7–68, 6–3         |
| 2001                          | Denis Golovanov Yevgeny Kafelnikov   | Irakli Labadze Marat Safin          | 7–5, 6–4          |
| 2000                          | Daniel Nestor Kevin Ullyett          | Thomas Shimada Myles Wakefield      | 7–65, 7–5         |
| 1999                          | Jeff Tarango Daniel Vacek            | Menno Oosting Andrei Pavel          | 3–6, 6–3, 7–5     |
| 1998                          | Nicklas Kulti Mikael Tillström       | Marius Barnard Brent Haygarth       | 3–6, 6–3, 7–6     |
| 1997                          | Andrei Olhovskiy Brett Steven        | David Prinosil Daniel Vacek         | 6–4, 6–3          |
| 1996                          | Yevgeny Kafelnikov Andrei Olhovskiy  | Nicklas Kulti Peter Nyborg          | 6–3, 6–4          |
| 1995                          | Martin Damm Anders Järryd            | Jakob Hlasek Yevgeny Kafelnikov     | 6–4, 6–2          |